# L'urlo (Airway)
L'Urlo è il secondo EP della band alternative rock Airway.

## Tracce
1. Prologo (0.33)
2. A caccia di libellule (3.17)
3. Metropoli (5.15)
4. L'ultima cometa (3.21)
5. Diagonali (3.24)

## Formazione
- Valerio Morossi - voce e basso
- Sandro Cisolla - voce e chitarra
- Alessandro Cecino - chitarra
- Alessandro Carlozzo - batteria